# Genialne dzieciaki
Genialne dzieciaki – amerykański serial telewizyjny (sitcom) wyprodukowany przez  Briskets Big Yellow House, Fox Entertainment oraz 20th Century Fox Television, którego twórcą jest Lon Zimmet. Serial był emitowany od 23 stycznia 2020 roku do 23 marca 2020 roku przez FOX. Natomiast w Polsce był emitowany od 12 września 2020 roku do 10 października 2020 roku przez Fox Polska.
Fabuła serialu opowiada o Mike i Kay, którzy wychowują trójkę dzieci uważanych za geniuszy.

## Główna
- Jason Biggs jako Mike
- Maggie Lawson jako Kay
- Tisha Campbell jako Rita
- Ashley Boettcher jako Nicole
- Connor Kalopsis jako Brian
- Jack Stanton jako Marc
- Oakley Bull jako Leila
- Finesse Mitchell jako Irwin

## Odcinki
| #  | Tytuł                                | Reżyseria        | Scenariusz                          | Premiera w FOX   | Premiera w Fox Polska |
| -- | ------------------------------------ | ---------------- | ----------------------------------- | ---------------- | --------------------- |
| 1  | Pilot                                | Jonathan Judge   | Lon Zimmet                          | 23 stycznia 2020 | 12 września 2020      |
| 2  | Pogadanka The Talk                   | Betsy Thomas     | Lon Zimmet                          | 30 stycznia 2020 | 12 września 2020      |
| 3  | Dziadkowie Grandparents              | Betsy Thomas     | Dan Rubin                           | 6 lutego 2020    | 19 września 2020      |
| 4  | Ten zły Bad Guy                      | Victor Gonzalez  | Mathew Harawitz                     | 13 lutego 2020   | 19 września 2020      |
| 5  | Randki Dating                        | Jonathan Judge   | Heather MacGillvray, Linda Mathious | 20 lutego 2020   | 26 września 2020      |
| 6  | Prześladowca Bullying                | Betsy Thomas     | Lon Zimmet                          | 27 lutego 2020   | 26 września 2020      |
| 7  | Porażka Failing                      | Michael McDonald | Seth Raab, Nicholas Darrow          | 5 marca 2020     | 3 października 2020   |
| 8  | Przyjaciele rodziny Couple's Friends | Betsy Thomas     | Nicole Sun                          | 12 marca 2020    | 3 października 2020   |
| 9  | Grzyb Black Mold                     | Victor Gonzalez  | Caroline Fox, Mariah Smith          | 19 marca 2020    | 10 października 2020  |
| 10 | Zapasy Royal Rumble                  | Anthony Rich     | Carson Brand, Hannah Levitan        | 26 marca 2020    | 10 października 2020  |

## Produkcja
13 maja 2019 roku stacja FOX ogłosiła, że zamówienie pierwszego sezonu dramatu, który zadebiutuje w sezonie telewizyjnym 2019/2020.
20 maja 2020 roku stacja Fox ogłosiła anulowanie serialu po jednym sezonie.